# 3952 Russellmark
3952 Russellmark (1986 EM2) là một tiểu hành tinh vành đai chính được phát hiện ngày 14 tháng 3 năm 1986 bởi Bulgarian National Observatory ở Rozhen.